# Chủ nghĩa Trump
Chủ nghĩa Trump (tiếng Anh: Trumpism) là một phong trào và hệ tư tưởng chính trị của Tổng thống Hoa Kỳ Donald Trump và nhóm cảm tình viên ủng hộ ông.